# 山本博 (1935年生の実業家)
山本 博（やまもと ひろし、1935年1月13日 - 2017年8月25日）は、日本の実業家。ハナテン創業者。

## 経歴
奈良県吉野郡天川村の出身。1950年に村立塩谷中学校を卒業。木炭の販売やコンニャクの仲買で事業を起こし、その後は大阪市内で不動産管理業に転身した。
1966年3月に大阪市城東区放出中において放出中古車センター株式会社を創業して、代表取締役社長に就任。1987年3月に株式会社ハナテンに商号を変更して後も社長を務めた。バブル景気の頃は北新地にクラブを3軒、クルーザー（バートラム72)や別荘も保有するなど羽振の良さでも知られた。
1997年6月に社長を退いて、取締役会長に就任した。その後、ビッグモーター傘下に入ったのと前後して保有するハナテンの株式を売却、役員からも退任した。
2017年8月25日に死去。